# Tipula (Schummelia) medica
Tipula (Schummelia) medica is een tweevleugelige uit de familie langpootmuggen (Tipulidae). De soort komt voor in het Oriëntaals gebied.